# سان دييغو كومك كون إنترناشونال

أثنان متنكران كشخصيات من حرب النجوم في مؤتمر كومك-كون،2013. الشاب كهان سولو والبنت كالأميرة ليا.

سان دييغو كومك-كون الدولي (بالإنجليزية: San Diego Comic-Con Internationa) هو مؤتمر متعدد الأنواع يقام سنوياً في سان دييغو، كاليفورنيا، الولايات المتحدة. تأسس في 1979 باسم «مؤتمر غولدن ستيَت للكتاب المصور» (بالإنجليزية: Golden State Comic Book Convention) من قبل مجموعة من سكان سان دييغو، لاحقاً تمت تسميته «مؤتمر سان دييجو للكومك-كون» (بالإنجليزية: San Diego Comic Book Convention). الأسم المعطى له على موقعه الألكتروني، هو «كومك-كون الدولي: سان دييغو»؛ لكنه معروفاً باسم كومك-كون أو سان دييغو كومك-كون أو "SDCC". يقام الحدث خلال فصل الصيف في مدينة سان دييغو لمدة أربعة أيام (من الخميس إلى الأحد) ويفتح ليلة يوم الأربعاء لمدة أربع ساعات للمهنيين والعارضين وبعض الضيوف المسجلين
مسبقاً لأربعة أيام.
يعرض في المؤتمر الكتب المصورة والأفلام ومسلسلات الخيال العلمي والفنتازيا والفنون المشهورة التي لها صلة. المؤتمر الآن يضم مجموعة أكبر من عناصر الثقافة الشعبية، مثل الرعب وأنمي ومانغا وألعاب وبطاقات لعب وألعاب الفيديو وويب كومكس وروايات الفنتازيا. وفقاً لمجلة فوربس، كوميك-كون «هو أكبر مؤتمر من نوعه في العالم»؛ كما أنه أكبر مؤتمر يعقد في سان دييغو. في 2010 وصل عدد الحضور في مركز مؤتمرات سان دييغو إلى 130,000.

## برامج المؤتمر
في العادة يتم تنظيم ايام معا ض تسبق المؤتمر حني يتمكن المشاركين من التعرف علي ماسيتم عرضه خلال ايام المؤتمر.

## روابط خارجية
- سان دييغو كومك كون إنترناشونال على موقع ميوزك برينز (الإنجليزية)